# Gabriela Cano Ortega
Gabriela Cano Ortega (Ciudad de México, 18 de mayo de 1960) es una historiadora mexicana, dedicada a la investigación académica, docencia universitaria y divulgación cultural de temas históricos. Sus investigaciones se han centrado en la historia de las mujeres y de la diversidad sexual en México durante los períodos porfiriano, revolucionario y posrevolucionario. El eje conceptual de sus trabajos de investigación es el análisis de género.

## Estudios
Obtuvo el doctorado en Historia (1996), por la Facultad de Filosofía y Letras de la Universidad Nacional Autónoma de México donde también cursó la maestría y la licenciatura en la misma disciplina.

## Trayectoria académica
Se desempeña como investigadora y profesora en El Colegio de México y, anteriormente, lo hizo en la Universidad Autónoma Metropolitana. Imparte cátedra de posgrado en la Universidad Nacional Autónoma de México. Fue académica visitante en la Universidad de Stanford. Ha impartido conferencias en diversas universidades: Harvard, Yale, York, California, Duke, Buenos Aires, entre otras. Fue directora de Signos históricos, revista de investigación publicada por la Universidad Autónoma Metropolitana. 
La relevancia de sus contribuciones a la historia de género ha sido señalada en reseñas publicadas, tanto en revistas académicas de México, Estados Unidos, Gran Bretaña y otros países (Historia mexicana, Hispanic American Historical Review, J. of Latin American Studies, Mexican Studies) como en la prensa mexicana: en el semanario Proceso, en las revistas culturales Nexos y Letras Libres y en diversos periódicos impresos y medios electrónicos.

## Obras publicadas
- 1989, Los maestros rurales. Una memoria colectiva, coordinadora con Ana Lidia García, Secretaria de Educación Pública, Unidad de Publicaciones Educativas. ISBN 969-29-33-3363-3[10]
- 1989, Ganando espacios (1920-1940). Historias de vida: Alura Flores, Josefina Vicens y Guadalupe Zúñiga, coordinadora con Verena Radkau, Universidad Autónoma de México, (Colección correspondencia). ISBN 968-840-685-6
- 2001, Cuatro estudios de género sobre el México urbano del siglo XIX, coordinadora con Georgette José, Universidad Nacional Autónoma de México/Porrúa. ISBN 970-701-201-3
- 2006, Historia de las mujeres en España y América Latina. Del siglo XX a los umbrales del XXI, vol. 4, coordinadora con Isabel Morant, Guadalupe Gómez-Ferrer, Dora Barrancos y Asunción Lavrin, Ediciones Cátedra. ISBN 84-376-2290-5
- 2006, Historia de las mujeres en España y América Latina. Del siglo XIX a los umbrales del XX, vol. 3, coordinadora con Isabel Morant, Guadalupe Gómez-Ferrer, Dora Barrancos y Asunción Lavrin, Ediciones Cátedra. ISBN 84-376-2288-3
- 2006, Sex in Revolution. Gender, Power and Politics in Modern Mexico, coordinadora con Jocelyn Olcott y Mary Kay Vaughan, Duke University. ISBN 082-233-899-8
- 2009, Género, poder y política en el México posrevolucionario, coordinadora con Mary Kay Vaughan y Jocelyn Olcott, Fondo de Cultura Económica. ISBN 978-607-16-0141-4
- 2010, Se llamaba Elena Arizmendi, Tusquets, 1ª y 2ª. Edición. ISBN 978-607-421-154-2
- 2011, Amalia de Castillo Ledón. Mujer de letras, mujer de poder. Antología, Consejo Nacional para la Cultura y las Artes, (CONACULTA). ISBN 978-607-455-707-7
- 2016, Amalia González Caballero de Castillo Ledón: entre las letras el poder y la diplomacia, coautoría con Patricia Vega, Gobierno del Estado de Tamaulipas, Secretaría de Cultura y el Instituto Tamaulipeco para la Cultura y las Artes. ISBN 978-607-8452-34-7

## Reconocimientos y distinciones
Es miembro del Sistema Nacional de Investigadores y de la Academia Mexicana de Ciencias. Obtuvo en 2004 una mención honorífica del Premio Salvador Azuela otorgado por el Instituto Nacional de Estudios Históricos de las Revoluciones en México y la distinción Martin Duberman otorgada por la Universidad de la Ciudad de Nueva York. En 2010 le fue dado el Premio Nacional de Comunicación José Pagés Llergo en la categoría Equidad de Género. En 2017, el Frente Feminista Nacional (FFN) le otorgó, junto con 101 otras feministas el reconocimiento “Juana Belén Gutiérrez de Mendoza” por su trayectoria y aportación en la construcción de conocimiento que garantice "el ejercicio de los derechos de las mujeres, el acceso a la justicia y la ciudadanía plena".